# Robe
Robe – miejscowość położona w Australii Południowej leżąca nad zatoką Guichen w regionie Limestone Coast. Miasto zostało nazwane na cześć czwartego Gubernatora Australii Południowej majora Fredericka Robe'a. Miasto i port pełniło ważną rolę w latach 50. XIX wieku, ale po wybudowaniu połączenia kolejowego pomiędzy Adelaide i Melbourne, które ominęło Robe jego znaczenia znacznie spadło.
Obecnie Robe jest popularną miejscowością wczasową.